# MAN L2x6V 17,5/18A
Die durch den Maybach-Motorenbau praktizierte Leistungssteigerung der Zwölfzylinder-Viertakt-Dieselmotoren durch Motoraufladung veranlasste MAN, bei seiner Palette der Zweiwellenmotoren durch Aufladung die Leistung zu steigern ohne die Motorkonstruktion, die baulichen Abmessungen und das Motorgewicht nennenswert zu verändern. Die Deutsche Reichsbahn entschloss sich, bei den vier Triebwagen der Reihe DR 137 156 bis 159 einen Großversuch mit diesen Motoren bei topografisch ungünstigen Verhältnissen durchzuführen. Außer diesen Fahrzeugen sind keine weiteren mit dieser Motorkonfiguration bekannt.

## Aufbau und Bauteile
Im Wesentlichen entsprachen die Motoren im Aufbau der Grundversion MAN L2x6V 17,5/18, deren Leistung durch die Büchi-Aufladegruppe vom Typ VTYS 401 mit doppelter Ansaugung auf 411 kW (560 PS) gesteigert werden konnte. Die Aufladegruppe stand senkrecht zwischen beiden Zýlinderreihen im V des Motors. Die Luftansaugung erfolgte durch Delbag-Labyrinth-Filter. Der Motor mit 174 g/PSh besaß einen um 13 % günstigeren Verbrauch an Kraftstoff als der Saugmotor. Durch den Aufbau des Motors musste dieser in einem separaten Maschinenraum untergebracht werden.

## Technische Daten
Die technischen Daten,
| Kenngröße                      | Einheit    | Wert   | Bemerkung           |
| ------------------------------ | ---------- | ------ | ------------------- |
| Nennleistung                   | kW         | 441    | 560 PS              |
| Nenndrehzahl                   | min−1      | 1.400  |                     |
| Leerlaufdrehzahl               | min−1      | 800    |                     |
| Zylinderbohrung                | mm         | 175    |                     |
| Kolbenhub                      | mm         | 180    |                     |
| Gesamthubvolumen               | l          | 51,96  |                     |
| Verdichtungsverhältnis         |            | 18     |                     |
| mittlere Kolbengeschwindigkeit | m/s        | 8,4    |                     |
| mittlerer Arbeitsdruck         | bar        | 6,95   |                     |
| Kraftstoffverbrauch            | g/PSh      | 174    |                     |
| Motormasse                     | kg         | 3.560  | ohne Betriebsstoffe |
| Motorlänge                     | mm         | 2.220  |                     |
| Motorbreite                    | mm         | 1.450  |                     |
| Motorhöhe                      | mm         | 1.920  | mit Aufladegruppe   |
| Beschaffungspreis mit Zubehör  | Reichsmark | 56.000 |                     |

## Betriebserfahrungen
Die mit diesem Motor ausgerüsteten Triebwagen erreichten in der Zeit bis Kriegsbeginn Laufleistungen von 140.000 bis 200.000 km. Da diese Einsätze bevorzugt auf der Schwarzwaldbahn zwischen Offenburg und Konstanz zurückgelegt wurden, vermitteln sie in etwa die Leistungsfähigkeit und Zuverlässigkeit der Motoren. Nach dem Krieg liefen zwei der genannten Triebwagen noch bis 1962 mit den genannten Motoren, lediglich bei zwei erfolgten Umrüstungen auf den Maybach GTO 6.